# Филипп Людвиг III (граф Ганау-Мюнценберга)
Филипп Людвиг III Ганау-Мюнценбергский (нем. Philipp Ludwig III. von Hanau-Münzenberg; 26 ноября 1632 — 12 ноября 1641) — дворянин Священной Римской империи.

## Биография
Старший сын графа Филипп Морица. Через два года после его рождения из-за Тридцатилетней войны семья была вынуждена в 1634 году бежать из Ханау в Мец, а оттуда, через Шалон-сюр-Сон, Руан и Амстердам — в Гаагу и Делфт, к своим родственникам из Оранж-Нассауского дома; все прочие дети Филиппа Морица не пережили этих событий. В 1637 году Филипп Мориц, пришедший к соглашению с новым императором Фердинандом III, вернулся в Ханау, однако сына оставил с матерью. В 1638 году граф Филипп Мориц скончался, будучи всего 33 лет от роду.
В результате Филипп Людвиг III унаследовал графство в возрасте всего 5 лет. Имперский камеральный суд назначил его мать единственным опекуном. Однако три года спустя Филипп Людвиг III, продолжавший жить у родственников в Гааге, скончался от кори. В результате пресеклась прямая линия графов Ганау-Мюнценберга, и графство унаследовал двоюродный брат Филиппа Людвига III — Иоганн Эрнст.